# Scrobigera flaviciliata
Scrobigera flaviciliata är en fjärilsart som beskrevs av Jean Baptiste Boisduval 1874. Scrobigera flaviciliata ingår i släktet Scrobigera och familjen nattflyn. Inga underarter finns listade.